# Josef Hipp
Josef „Sepp“ Hipp (* 13. Februar 1927 in Fridingen; † 21. Januar 1959 in Balingen) war ein deutscher Leichtathlet, der in den frühen 1950er Jahren als Zehnkämpfer, Kugelstoßer und Diskuswerfer erfolgreich war. Der 100 Kilogramm schwere Athlet startete für die TSG Balingen.

## Karriere
Sepp Hipp stammte aus einer Turnerfamilie und sammelte seine ersten sportlichen Erfahrungen ebenfalls im Turnen, wechselte jedoch aufgrund seiner kräftigen Statur bald zum Fußball. Zur Leichtathletik kam er, als er sich im zweiten Nachkriegsjahr bei einem internen Sportfest an den Wettkämpfen im Kugelstoßen und Diskuswurf beteiligte und auf Anhieb so gute Weiten erzielte, dass ihm ein systematisches Training in den Reihen der TSG Balingen angeboten wurde. Dies sollte sich auszahlen: Bereits im darauffolgenden Jahr kam der 21-Jährige bei den deutschen Meisterschaften im Zehnkampf auf den vierten Platz.
Eine Teilnahme an den Olympischen Spielen 1948 in London blieb ihm jedoch ebenso verwehrt wie dem deutschen Meister Gerd Luther, da aufgrund der Rolle des Deutschen Reiches im Zweiten Weltkrieg keine deutschen Athleten eingeladen worden waren. Erst vier Jahre später schlug seine Stunde, als er sowohl im Diskuswurf als auch im Zehnkampf bei den deutschen Meisterschaften gewann und in beiden Disziplinen für die Spiele in Helsinki nominiert wurde.
Im Diskuswurf hatte er zunächst wenig Glück. Die geforderte Qualifikationsweite von 46 Metern verpasste er klar und kam mit 43,38 m unter 32 Teilnehmern lediglich auf Platz 27 (Die ersten Sieben des Finales warfen über 50 Meter; es siegte der US-Amerikaner Sim Iness mit 55,03 m). Im Zehnkampf dagegen konnte er einen hervorragenden fünften Platz erringen. Folgende Tabelle zeigt seine Leistungen und Platzierungen in den einzelnen Disziplinen im Vergleich zu den Ergebnissen des Goldmedaillengewinners Bob Mathias:
| Disziplin | 100 m      | Weit      | Kugel      | Hoch      | 400 m     | Hürden     | Diskus     | Stab      | Speer      | 1500 m       |
| Hipp      | 11, 4 (5.) | 6,85 (9.) | 13,26 (3.) | 1,75 (8.) | 51,3 (9.) | 16,1 (12.) | 45,84 (2.) | 3,50 (9.) | 54,14 (8.) | 4:57,2 (12.) |
| Mathias   | 10,9 (2.)  | 6,98 (6.) | 15,30 (1.) | 1,90 (3.) | 50,2 (1.) | 14,7 (2.)  | 46,89 (1.) | 4,00 (3.) | 59,21 (1.) | 4:50,8 (8.)  |

Deutlich zutage treten Sepp Hipps Stärken im Diskuswurf und im Kugelstoßen – allerdings waren beide Disziplinen ebenfalls die Stärken von Bob Mathias. Auch zwei Schwächen teilten die beiden Top-Athleten – im Weitsprung und im abschließenden Lauf über 1500 Meter. Dass Hipp keine Medaille gewann (es fehlten ihm 340 Punkte), lag hauptsächlich an seinem mäßigen Abschneiden beim Hürdenlauf.
Sepp Hipps Pech war, dass er ständig von Verletzungen geplagt war und so sein Talent nicht voll ausschöpfen konnte. Dennoch konnte er sechsmal den Titel des deutschen Meisters gewinnen:
- Zehnkampf: 1949 Vizemeister, 1950 Meister, 1952 Meister
- Fünfkampf: 1949 Dritter, 1950 Meister
- Diskuswurf: 1950 Meister, 1952 Meister
- Kugelstoßen: 1950 Dritter, 1951 Vizemeister, 1953 Meister, 1954 Vizemeister Halle

## Beruf
Sepp Hipp war als Mechaniker tätig.
Im Zweiten Weltkrieg diente er nach seiner Einberufung im Jahr 1944 zunächst bei der Marine, kam dann jedoch zur Infanterie und nahm an der Ardennen-Offensive teil, wobei er in Gefangenschaft geriet.

## Tod
Der Tod des überaus beliebten Sepp Hipp kam völlig unerwartet. Er verstarb in den späten Abendstunden des 21. Januar 1959 in seiner Wohnung, nachdem er kurz zuvor beim Training mit Gewichten einen Schwächeanfall erlitten und ärztliche Hilfe in Anspruch genommen hatte. Seine Beisetzung fand unter großer Anteilnahme der Öffentlichkeit statt. Unter den Trauergästen befand sich u. a. der Hammerwerfer Karl Wolf.
Sepp Hipp war verheiratet und hatte eine einjährige Tochter.

## Ehrungen
In seinem Heimatort Fridingen wurde eine Sporthalle nach ihm benannt. Außerdem wurde er am 20. August 1950 durch Verleihung des Silbernen Lorbeerblattes geehrt.